# Liste de personnalités liées à Saint-Avold
Cette liste non exhaustive recense par domaine d'activité les personnalités liées à Saint-Avold, commune du département de la Moselle, en Lorraine, région Grand Est.

## Arts

### Architecture
- Émile Aillaud (1902-1988), architecte de la cité Mélusine[1],[2] et du quartier Huchet[3];
- Jean Dubuisson (1914-2011), architecte de l'urbanisation « canadienne » du Wenheck pour accueillir les familles de la 2e escadre canadienne de l'OTAN de 1954 à 1964[4];
- Henri-Gabriel Hanotaux (1910-?), architecte agréé pour la Reconstruction par le ministère de la Reconstruction et de l'Urbanisme 1941-1965[5] (cité Mélusine[6], quartier Wenheck[4], quartier Huchet[3]) ;
- Rémy-Édouard Jacquemin (1844-1906), architecte messin engagé par l'abbé Lemire pour les plans de la chapelle des Sept-Douleurs en 1886 et de la basilique Notre-Dame de Bon-Secours en 1890 ;
- Michel Klein et Jean-Denis Sagan (1958), architectes messins de l'IUT de chimie (1994), rue Victor Demange (fondateur du quotidien  Le Républicain lorrain et père spirituel de l'Université de Metz à laquelle est rattaché l'IUT) ;
- Bernard Kohn (1931), architecte du Centre d'Action Culturelle (CAC) inauguré en 1986, devenu Centre culturel Pierre Messmer en 2008 ; le nom de François Truffaut a été donné à la salle de cinéma ;
- Robert Lebrun (1928-2014), architecte messin de l'église Saint-Joseph du quartier Huchet (1970)[3];
- Anton Molz (1885-1912), architecte du Kreis de Sarreguemines, premier architecte de l'Hôpital civil (1906, agrandi en 1914-1915 par l'architecte messin Ernst Priedat), devenu centre hospitalier Lemire en 1977[7];
- Frederick Vernon Murphy (1879-1958) et Thomas Hall Locraft (1903-1959) (Washington, DC), architectes du cimetière américain de Saint-Avold inauguré en 1960, plus grand cimetière américain de la Seconde Guerre mondiale en Europe[8];
- Robert Ochs (1917-1979), architecte messin[9] du foyer Notre-Dame[a];
- Georges-Henri Pingusson (1894-1978), architecte en chef de la Reconstruction du département de la Moselle de 1946 à 1957, concepteur d'un projet futuriste de ville nouvelle devant être créée à côté de Saint-Avold, abandonné, mais qui sera récupéré en 1953 par le maire Jean Robert et les HBL pour urbaniser le Wenheck ;
- Jean Prouvé (1901-1984), architecte de l'école maternelle du quartier Jeanne-d'Arc (1952)[10] et de l'école maternelle ronde du centre-ville, passage des Poilus[11];
- Jules Racine (1827-1902), architecte du département de la Moselle, responsable des travaux sur l'abbatiale Saint-Nabor de 1858 à 1872 ;
- John Sergy, architecte parisien agréé pour la Reconstruction par le ministère de la Reconstruction et de l'Urbanisme, réalisateur avec Jean Prouvé de l'école maternelle du quartier Jeanne-d'Arc (1952)[10] et avec Hanotaux de la première urbanisation du Wenheck en 1953[4];
- Conrad Wahn (1851-1927), architecte allemand de l'Église protestante (1887-1889)[12],[13];
- Amédée Weisdorf (1881-1935), architecte messin du Tribunal d'instance avenue Clemenceau (1914-1915) ;
- Roger Zonca (1925-2010), architecte messin de la Synagogue de Saint-Avold (1956)[14] et de l'hospice Lemire annexé à l'Hôpital (1961).

### Bande dessinée
- Robert Paquet, dessinateur de l'album L'extraordinaire histoire de Saint-Avold, avec Charly Damm (scénario) et Nancy Delvaux (couleurs), René Steiner (préface), Pascal Flaus (historien), Mundolsheim, Éditions du Signe, 2024  (ISBN 978-2-7468-4566-4), 49 pages.

### Beaux-arts
- Bruno Altmayer (1959), peintre et vitrailliste ayant exposé à la Biennale internationale de peinture « Plastica Naboria » 2010 à l'Hôtel de ville[15],[16], réalisateur du vitrail L'Apocalypse de la crypte de la basilique Notre-Dame de Bon-Secours (1986), ayant eu longtemps ses ateliers et enseigné à Saint-Avold[17];
- Gabrielle Bouffay (1930), née à Saint-Avold, peintre ;
- Jacques Gounin (avant 1750-après 1775), sculpteur ayant réalisé en 1769-1770 le buffet du grand orgue, les boiseries du chœur et la grande porte d'accès à la nef de l'abbatiale Saint-Nabor ;
- Anselme Grinevald (1819-1875), peintre[18];
- Jean Davo (1939), peintre[19] dont le grand tableau Saint-Avold, entre tradition et modernisme décore un mur du Salon Baron Kister de l'Hôtel de ville ;
- Victor Höner (1840-1896), vitrailliste nancéien auteur des vitraux du chœur et du transept primitifs de la basilique Notre-Dame de Bon-Secours en 1900 ;
- Auguste Hussenot (1798-1885), peintre messin auteur vers 1860 des tableaux du chemin de croix dans la nef de l'abbatiale Saint-Nabor[20] (endommagés, non restaurés et remisés) ;
- Théophile Klem (1849-1923), venu de Colmar dans les années 1910 pour effectuer plusieurs travaux de sculpture sur bois, ébénisterie, stuc, peinture et ferronnerie dans l'abbatiale Saint-Nabor, notamment les confessionnaux et l'agrandissement de la tribune d'orgue[20];
- Waldemar Kolmsperger (1852-1943), peintre de Munich, auteur dans l'abbatiale Saint-Nabor de peintures sur les voûtes et la coupole (disparues), dans la sacristie (quatre scènes de la vie de saint Nicolas[21]) et son presbytère (1910)[20];
- Johann (ou Jean) Krevener, de Bockenheim, sculpteur de la première statue de la fontaine Saint-Jean-Népomucène rue Hirschauer (1734), brisée en 1791 ;
- Michael Lantz (1908-1988), sculpteur américain, dont la statue monumentale en haut-relief de saint Nabor bénissant les tombes des soldats (1957) surplombe l'entrée de la chapelle-mémorial du cimetière américain de Saint-Avold ;
- Pierre-François Le Roy (1739-1812), sculpteur namurois, auteur des deux statues allégoriques en pierre de Jaumont transférées de la cathédrale de Metz à Saint-Avold en 1898 : L'Espérance (ou La France), façade de la basilique Notre-Dame de Bon-Secours, et La Foi (ou La Religion), façade de l'abbatiale Saint-Nabor ;
- Charles-Raphaël Maréchal (1825-1888), peintre messin auteur du tableau Le Christ en Croix (1866) installé depuis 2010 dans le chœur de l'abbatiale Saint-Nabor[22];
- Laurent-Charles Maréchal (1801-1887), vitrailliste messin, père du précédent, auteur de vitraux dans le chœur de l'abbatiale Saint-Nabor en 1857, détruits en 1944 ;

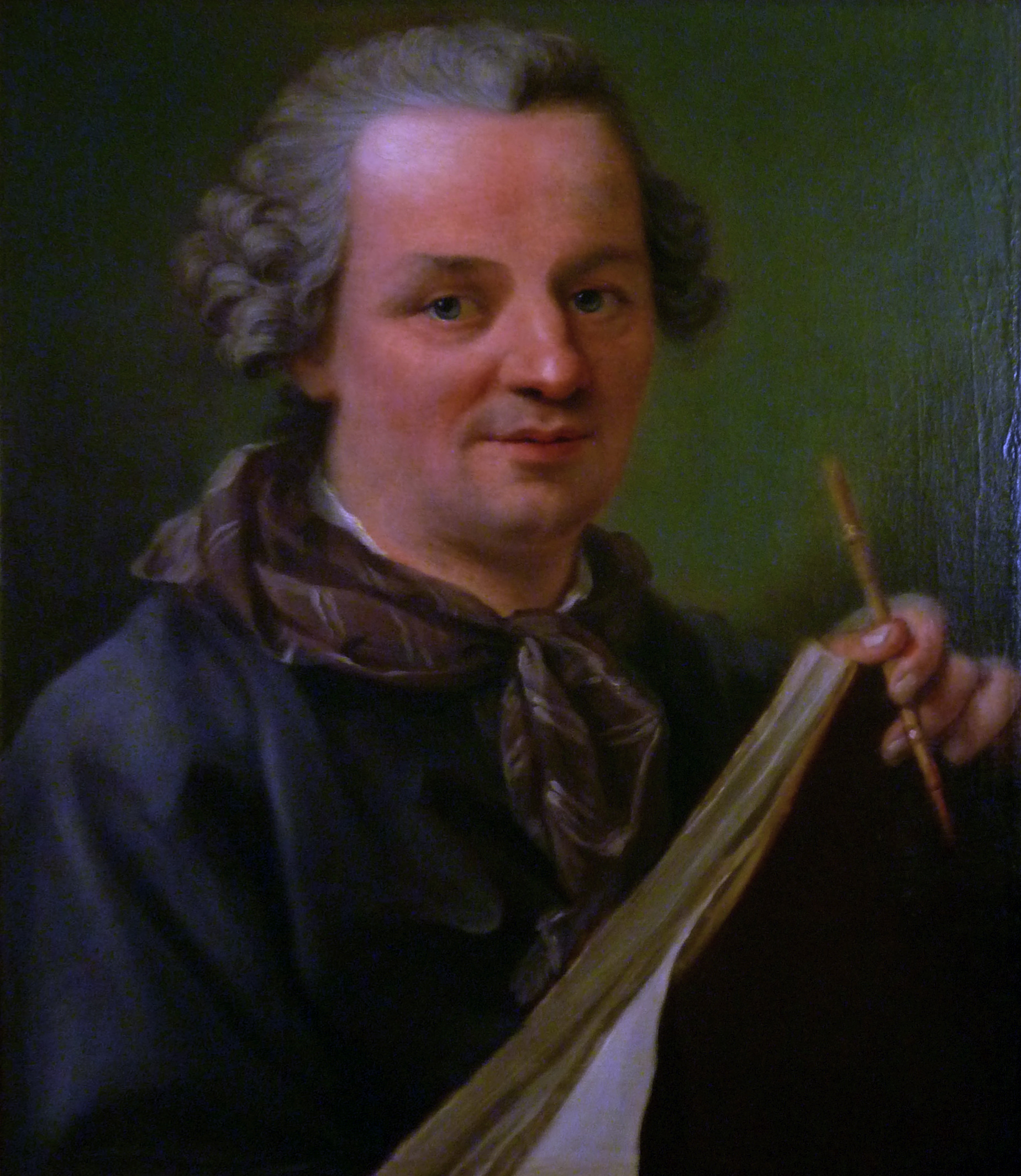
Joseph Melling, autoportrait, milieu du XVIIIe siècle

- Melling, nom d'une grande famille d'artistes liée à Saint-Avold[23]; c'est en leur hommage que l'ensemble résidentiel construit au quartier du Faubourg par les Houillères de Lorraine en 1954-58 est appelé « pavillons Melling ».
  - Christophe Melling (1716-1778), né à Saint-Avold, sculpteur de la cour de Charles Frédéric de Bade-Durlach à Karlsruhe ; les statues “la Vierge” et “Saint Jean” de la Chapelle Sainte-Croix sont souvent citées comme lui étant dues, alors qu'elles datent du XVIe siècle ;
  - Jean Melling (1678-1748), dit « l'Aîné », installé à Saint-Avold en 1712 et mort dans cette ville, sculpteur en 1743-44 de la fontaine adossée à l'ancien Hôtel de ville de 1732[b], nommée « fontaine Melling » depuis 2002 ; plusieurs portes en chêne de maisons des années 1720 du centre-ville lui sont attribuées ;
  - Jean-Bernard Melling (c.1729-après 1778), sculpteur en 1765 du maître-autel de l'église Saints-Pierre-et-Paul (désaffectée à la Révolution) réinstallé en 1832 dans l'église Notre-Dame-de-la-Nativité de Folschviller[24];
  - Joseph Melling (1724-1796), né à Saint-Avold, peintre ; il est l'auteur présumé du tableau L'Assomption dans le chœur de l'abbatiale Saint-Nabor peint vers 1778, et de son pendant La Résurrection du Christ disparu vers 1940 ;
- Valentin Metzinger (1699-1759), né à Saint-Avold, peintre installé en Slovénie en 1727[25],[26]; son nom a été donné à une rue du quartier Carrière et au lycée professionnel Valentin-Metzinger (1968, démoli en 2021) ;
- Helmuth Muller (parfois orthographié de façon erronée Helmut) (1910-1989), sculpteur allemand installé à Saint-Avold en 1933, naturalisé français après-guerre, ayant fait la nouvelle statue de « Notre-Dame à la chaise » (1986)[c] surplombant la fontaine Sainte-Marie (angle rue Poincaré-rue de l'Hôpital), des statues dans plusieurs églises de Saint-Avold et des environs (saint Joseph charpentier, 1961, abbatiale Saint-Nabor, Pietà dans la crypte de N-D. de Bon-Secours…), et de la statue du Mineur dans le hall d'accueil de l'Hôtel de ville (1966)[27];
- Louis-Robert Muller (1941), fils du précédent, sculpteur, né à Saint-Avold et y ayant son atelier, réalisateur de la sculpture monumentale Les quatre éléments (1970) installée devant le lycée Valentin-Metzinger (démoli en 2021)[28], de la « Coupe de pétales » dans le hall d'entrée de la piscine (1971) et des sculptures de bancs de l'abbatiale[29];
- Fleur Nabert (1980), sculptrice, peintre, créatrice de vitraux et de mobilier liturgique, artisan des rénovations intérieures de l'église Saint-Joseph du quartier Huchet (2017)[30],[31] et de la basilique Notre-Dame de Bon-Secours (2018-2019)[32],[33],[34];

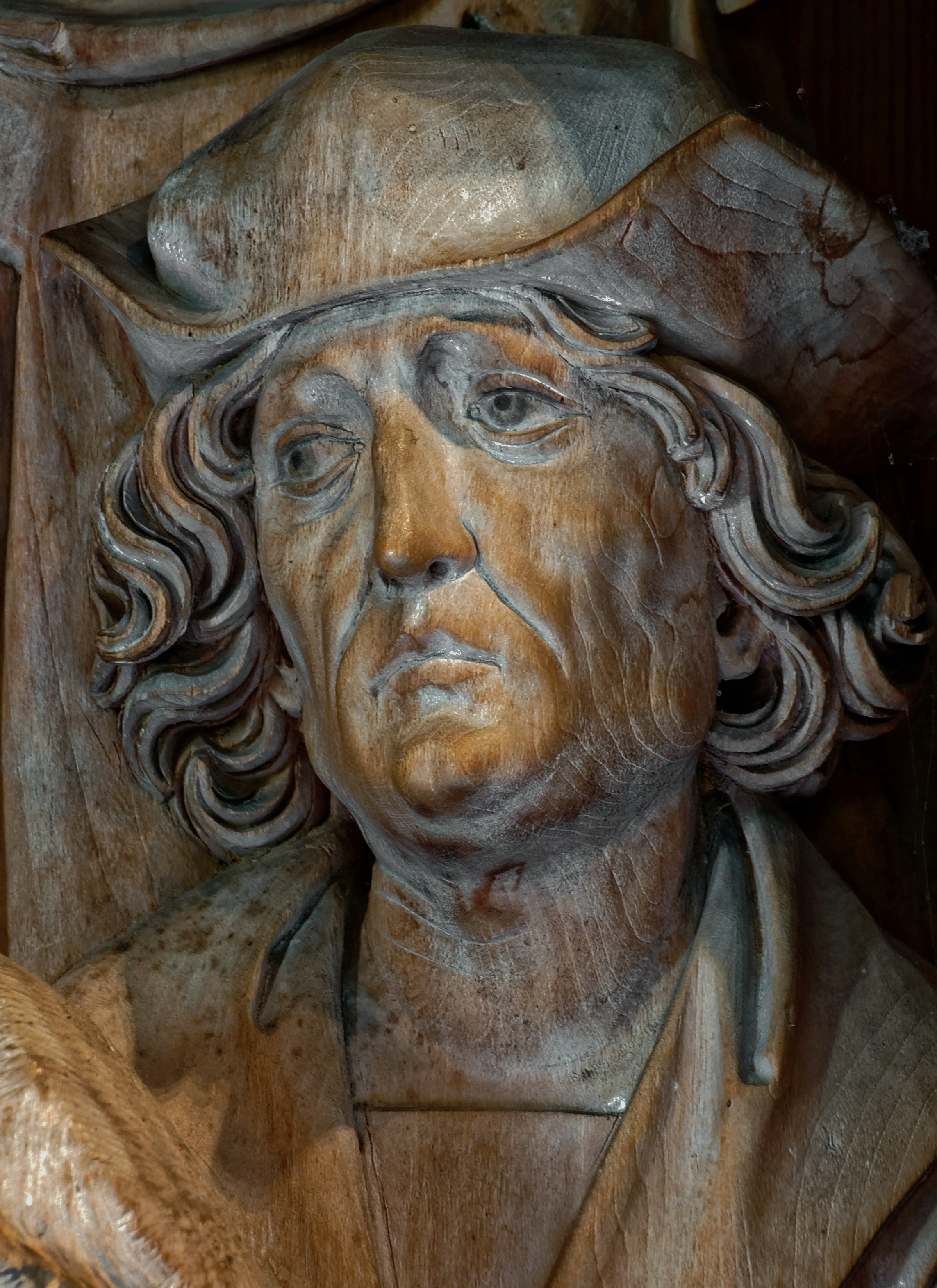
Tilman Riemenschneider, probable autoportrait

- Tilman Riemenschneider (c.1460-1531), sculpteur de Wurtzbourg. La grande ressemblance entre la crucifixion de l'abbatiale Saint-Nabor de Saint-Avold et celles de Riemenschneider réalisées en Franconie (Aub, Detwang, Eisingen, Steinach…) a permis de fixer sa date de réalisation au début du XVIe siècle ; également dans l'abbatiale, la figure de l'apôtre Jean de la Mise au tombeau provenant de l'ancienne église paroissiale Saints-Pierre-et-Paul évoque plusieurs représentations de ce saint sculptées par Riemenschneider (Creglingen, Münnerstadt, Rothenburg ob der Tauber…), parfois considérées comme des autoportraits ; deux statues en bois de saint Sébastien et saint Roch provenant de la « chapelle du Choléra » de Valmont (à moins de 2 km du centre de Saint-Avold, rasée en 1958) rappellent également des statues des mêmes saints faites par Riemenschneider et conservées en Bavière. Toutes ces ressemblances sont en faveur de l'importation d'œuvres réalisées par le célèbre sculpteur, ou de son étape suffisamment prolongée à Saint-Avold lors d'un voyage à l'abbaye Saint-Maximin de Trèves, alliée à celle de Saint-Avold[35],[36];
- Jean Robert (1906-1976), né à Saint-Avold, artiste peintre, décorateur du pavillon de la Lorraine à l'Exposition internationale de Paris 1937, maire de Saint-Avold de 1951 à 1959, mandat au cours duquel il a beaucoup œuvré pour la reconstruction[37], le logement[38],[4], l'enseignement, le sport et la culture[39], créant notamment le Conservatoire de musique et l'Office de tourisme. À Saint-Avold, il a réalisé le tableau Les atouts de Saint-Avold, reçu en don par l'Hôtel de ville, une grande fresque (maintenant recouverte) dans la basilique Notre-Dame de Bon-Secours, où il a fait également le plan des tuyaux de façade de l'orgue de 1949, et il a conçu le mémorial du peuple juif du cimetière israélite de 1954 réalisé par Robert Sounillac. Il a restauré le maître-autel de l'ancienne église Saints-Pierre-et-Paul de Saint-Avold, réinstallé à Folschviller en 1832 ;
- Arthur Schouler (1927-1984), peintre, sculpteur et vitrailliste naborien[d], auteur de vitraux dans la basilique Notre-Dame de Bon-Secours (1961), l'église Saint-Thomas de Dourd'hal (1966) et l'abbatiale Saint-Nabor (1968-1971)[40],[41]; une rue du Felsberg porte son nom ;
- Shelomo Selinger (1928), sculpteur ; sa sculpture monumentale Esprit et matière n° 1 (1964) est installée à l'entrée du lycée Charles-Jully ;
- Robert Sounillac, marbrier sculpteur de Fontaines-sur-Saône, réalisateur du Monument aux morts du cimetière israélite du Felsberg inauguré par Robert Schuman le 26 septembre 1954 ;
- Melchior Spinga (1678-1734), tailleur de pierre et maître maçon piémontais — à ne pas confondre avec un autre Melchior Spinga (c.1640-c.1699), de parenté éloignée, maître maçon en Alsace et en Lorraine — installé à Saint-Avold vers 1708-1709, réalisateur des fontaines Saint-Nabor, Saint-Jean-Népomucène et Sainte-Marie (1714) en pierre blanche de Servigny, d'une école communale (1716) et de divers travaux dans les églises, dont un baptistère de 1712 actuellement installé dans l'abbatiale ;
- Wojtek Siudmak (1942), peintre polonais ayant tissé un lien d'amitié avec Saint-Avold à l'occasion de son exposition rétrospective “Univers fantastique” en 2003 à l'Hôtel de ville[42],[16], président d'honneur de l'association artistique « Plastica Naboria »[16];
- Michel-Frédéric Thiria (1867-1938), vitrailliste messin auteur des vitraux de la nef de la chapelle primitive de la basilique Notre-Dame de Bon-Secours (1900-1901) ;
- Yury Tkachenko (1956), sculpteur russe, auteur de la statue équestre en acier inoxydable de La Fayette (2003) érigée au carrefour boulevard de Lorraine-avenue Clemenceau ;
- Alfred Urschel (1942), alias « Urschel l'artisan », né à L'Hôpital, mosaïste d'art et sculpteur établi à Carling, auteur de la stèle de l'amitié franco-allemande symbolisée par une poignée de main, érigée au rond-point de l'Europe à l'occasion du 40e anniversaire du jumelage avec Dudweiler (2004)[e],[43];
- Virgil (1950), peintre et sculpteur roumain, ayant exposé à la Biennale « Plastica Naboria » 2005[44],[16], auteur du buste de Théodore Paqué place Paqué (2006) et de la sculpture Amours de licornes surmontant la fontaine Paul Collin (2007) au centre-ville[45];
- Jean-Marie Walaster (1927-2000), mort à Saint-Avold, descendant d'une longue lignée d'artistes, peintre, graveur, vitrailliste, professeur de dessin au lycée J.V. Poncelet et au collège de la Carrière de 1962 à 1992, ayant réalisé des œuvres dans ces deux établissements[f],[46],[47],[48]; marié à Yvonne Épin (1927-2020), également peintre, plusieurs fois primée[49];
- Franz Xaver Zettler (1841-1916), vitrailliste allemand ayant œuvré à l'abbatiale Saint-Nabor (vitraux de 1910 détruits en 1944, sauf celui de la sacristie) ; des vitraux de l'église Saint-Thomas de Dourd'hal et de la basilique Notre-Dame de Bon-Secours (vitraux du chœur principal, 1925-1933) viennent également de son atelier[50].

### Cinéma
- Franck Brett, né à Saint-Avold, cinéaste, réalisateur des saisons 4 (2022) et 5 (2023) de la série Balthazar et de la série L'Éclipse ;
- Florent Emilio Siri (1965), né à Saint-Avold[51],[g], réalisateur, scénariste et dialoguiste de films ;
- Samuel Theis (1978), acteur de télévision et de cinéma, réalisateur, élève au lycée Jean-Victor Poncelet.

### Littérature
- Heinrich Böll (1917-1985), futur Prix Nobel de littérature 1972, ayant séjourné à Saint-Avold d'avril à août 1944 en tant que fantassin allemand[52] ;
- Régine Detambel (1963), née à Saint-Avold, écrivaine ;
- Joël Egloff (1970), écrivain, a passé son bac littéraire au lycée Jean-Victor Poncelet ;
- Jean-Jacques Erbstein (1965), médecin du régime minier ayant vécu à Saint-Avold de 1996 à 2004, Prix Littré 2017 pour son premier roman L'homme fatigué[53],[h];
- Jean-Paul Gessa (1955-2013), écrivain, Grand Prix du Roman de la Ville de Saint-Avold en 2011 pour Avant Babel[54];
- Fabienne Jacob (1959), écrivaine, ancienne élève du lycée Jean-Victor Poncelet ;
- Hans Koch (1881-1952), né à Saint-Avold, médecin et écrivain allemand ;
- Jean-Yves Masson (1962), écrivain, professeur à la Sorbonne, a vécu à Saint-Avold de 1975 à 1987 ;

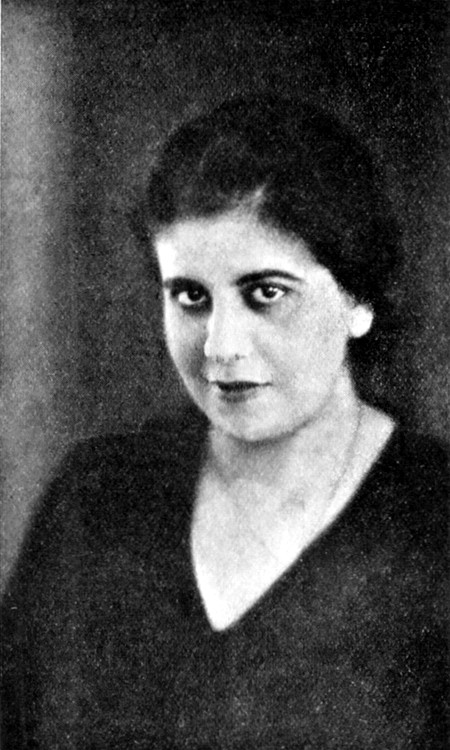
Adrienne Thomas

- Alexandre Morela (30/09/1932-27/12/2024), romancier[i] et journaliste au RL de Saint-Avold 1956-1992[55];
- Jean Morette (1911-2002), écrivain et illustrateur de la Lorraine ; élève de l'école primaire supérieure de Saint-Avold de 1926 à 1928 (dans les locaux de l'actuel Hôtel de ville), il a assisté à la visite de cette école par le Président Raymond Poincaré le 11 octobre 1926, et a laissé des dessins de Saint-Avold[56];
- Pierre Schuster (1946-2024), fils des docteurs Henri et Marie Schuster créateurs de la clinique Saint-Nabor en 1961, ancien chirurgien de la clinique, romancier auteur de plusieurs ouvrages publiés chez L'Harmattan[57];
- Henriette Stahl (1900-1984), née à Saint-Avold, romancière et traductrice roumaine ;
- Adrienne Thomas pseudonyme de Hertha Pauline Strauch (1897-1980), écrivaine juive bilingue née allemande à Saint-Avold, fille d'Isidor Strauch (1867-1927), commerçant Homburgerstraβe (actuelle rue Poincaré) et de Johanna, née Bernstein (1862-1944), auteure du best-seller international « Catherine soldat »[58]. Elle a passé les sept premières années de sa vie à Saint-Avold et a raconté son enfance naborienne dans Da und Dort (“Ici et là”)[59]. Très endommagée en 1944, sa maison natale a été démolie en 1958. Une plaque commémorative est apposée au no 33 rue Poincaré. Le prix « Adrienne Thomas » institué en 2004 est décerné par la municipalité pour récompenser de jeunes historiens.

### Musique et danse

#### Chanson
- Marina d'Amico (1994), née à Saint-Avold, remarquée lors de la Saison 3 de The Voice : La Plus Belle Voix en 2014 ;
- Joanna Lagrave (1988), Naborienne demi-finaliste de la Saison 8 de Star Academy en 2008, reconvertie ensuite dans la peinture.

#### Danse
- Pierre-Arthur Raveau (1991), danseur, ayant étudié au Conservatoire de Saint-Avold avant d'entrer à l'école de danse de l'Opéra national de Paris en 2003.

#### Facteurs d'orgues
- Antoine Bois, facteur à Orbey, réalisateur de l'orgue de l'église Saint-Jean l'Évangéliste du Wenheck (2006) ;
- Barthélémy Chevreux (1741-c.1804), facteur du grand orgue de l'abbatiale Saint-Nabor (1770-1771), dont le buffet est dû au sculpteur Jacques Gounin ;
- Walter Haerpfer (1900-1975) et Pierre Erman (1913-1990), de la manufacture Haerpfer-Erman de Boulay, facteurs de l'orgue de la basilique Notre-Dame de Bon-Secours (1949) et de l'orgue de chœur de l'abbatiale Saint-Nabor (1957) ;
- Gaston Kern (1939), facteur de l'orgue de l'église Saint-Thomas de Dourd'hal (1994) ;
- Yves Kœnig (1950), restaurateur du grand orgue de l'abbatiale Saint-Nabor (1987) ;
- Heinrich Voit et Fils, de Durlach, facteurs de l'orgue de l'Église protestante (1899), auquel le facteur strasbourgeois Ernest Muhleisen (1897-1981) a apporté une légère transformation en 1974.

#### Musiciens
- Sylvain Ciaravolo (1962), organiste ; sur l'orgue de l'abbatiale Saint-Nabor, il a enregistré en novembre 1988 : Michel Corrette, Pièces pour l'orgue dans un genre nouveau (1787), CD Adda 581138 (1989)[60];
- Helmut Deutsch (1962), organiste allemand[61]; sur l'orgue de Saint-Nabor, il a enregistré en juillet 1996 : François Couperin, Messe pour les couvents, CD Arte Nova 74321 654132 (1996) ;
- Nicolas Grinevald (1750-1802), premier organiste de l'abbatiale Saint-Nabor, gendre de Barthélémy Chevreux et père d'Anselme Grinevald[62];
- Alexis Lebrun (1830-1873), propriétaire du Café Lebrun[j], à l'origine de l'Harmonie Sainte-Cécile en 1858, puis de l'Union chorale Concordia en 1865, plus ancienne chorale encore active de Lorraine avec le Chœur d'hommes de Hombourg-Haut fondé la même année ;
- Eduard Constantin Lewy (de) (1796-1846), né à Saint-Avold, corniste, professeur au Conservatoire de Vienne ;
- François Ménissier (1961), professeur d'orgue au conservatoire de Saint-Avold de 1986 à 1998 ;
- Dorado Schmitt (1957), né à Saint-Avold, guitariste de jazz manouche ;
- Jean-Paul Serra (1964), organiste[63]; sur l'orgue de Saint-Nabor, il a enregistré en septembre 1990 : Jean-Adam Guilain, Suite du 3e ton, CD « Orgues de Moselle » vol.1, K617007, K617 (1990).

## Commerce et industrie
- Paul Collin (1877-1961), né et mort à Saint-Avold, quincailler, philanthrope ; la place du centre-ville voisine de son magasin (maison Collin, détruite) et sa fontaine moderne (1980) portent son nom ;
- Carl Faust (1868-1911), photographe et éditeur de cartes postales dès 1895[64], auquel on doit, ainsi qu'aux membres de sa famille lui ayant succédé, une importante iconographie de Saint-Avold pendant la fin du XIXe et le début du XXe siècle[65], et aussi l'ouverture du premier cinéma en 1910[66],[k]. Le commerce “Photo-Faust” a fermé en 2001, tandis que la grosse maison du XVIIIe siècle au no 72 rue Hirschauer (angle rue des Tanneurs), magasin et atelier depuis les années 1950, reste surnommée “maison Faust” ;
- Denis Guisard (1940), pharmacien-biologiste, archéologue de l'église Saints-Pierre-et-Paul de Saint-Avold. C'est au cours des travaux nécessités par le transfert de son laboratoire d'analyses médicales place Collin qu'il a redécouvert, en faisant des recherches archéologiques et des études stratigraphiques poussées, tout un pan de l'histoire de Saint-Avold oublié des Naboriens et en partie ignoré des historiens[67],[68]. L'église Saints-Pierre-et-Paul construite en style gothique vers 1490-1502, désaffectée en 1792 et transformée en maison d'habitation, avait perdu après 1825 tout aspect religieux extérieur[69]. Sur le plan historique, ses recherches apportent des arguments pour établir la création de la ville à partir d'une localisation unique de l'oratoire primitif et de trois églises successives.
- Ernst Hanau, industriel d'origine allemande. Avec sa femme Erna, il fonde à Saint-Avold en 1937 l'atelier de lingerie DODO, qui est devenu en 2020 un groupe leader européen de la production d'articles de literie, toujours dirigé depuis Saint-Avold, avec 900 salariés en France et 180 millions d'euros de chiffre d'affaires[70];
- Émile (1800-1875) et Isaac Pereire (1806-1880), entrepreneurs, hommes d'affaires et hommes politiques ; en 1859, ils créent la « Société Houillère de Saint-Avold et L'Hôpital », qui fusionne à partir de 1873 avec sept autres compagnies pour former la Saar und Mosel Bergwerks Gesellschaft, reprise en 1919 par la Société des Mines de Sarre et Moselle ;
- Émile Pierrard (1894-1978), mort à Saint-Avold, garagiste, dont le petit commerce fondé en 1925 est devenu au fil des ans une importante société de vente et réparation d'automobiles Renault, de transports en autocar et d'excursions, et l'un des plus gros employeurs de la ville[l]; le lotissement de 36 logements qu'il a fait construire en périphérie de la ville en 1958-60 est desservi par la rue Émile-Pierrard ;
- Paul Thomas (1887-1954), né à Saint-Avold, pharmacien, propriétaire de la pharmacie Sainte-Marie place de la Victoire[71], déporté en 1944-45 pour activités antinazies, président de la Conférence Saint-Vincent-de-Paul, adjoint au Maire ; une rue du centre-ville porte son nom ;
- Robert Wirth (1933-2018), directeur d'hôtel et restaurateur. Devenu propriétaire en 1981 de l'Hôtel de Paris au 45 rue Hirschauer, dont seuls les historiens se souvenaient du passé prestigieux[m], inoccupé et assez délabré, il le rénove entièrement et découvre à cette occasion une ancienne remise, en forme de crypte et menaçant ruine, qui s'avère être l'ancienne chapelle des comtes de Créhange, datant du XVIe siècle. Après classement par les Monuments historiques en 1985, il la restaure pour en refaire un des joyaux du patrimoine naborien, ouvert aux visiteurs et salle d'expositions et de concerts depuis 1988[72].

## Enseignement
- Pierre Frisch (1870-1950), enseignant dans plusieurs écoles, dont celle de la rue du Général-de-Gaulle (1907) devenue « Groupe scolaire Pierre Frisch » en 1957 ;
- René Haby (1919-2003), proviseur du premier collège de Saint-Avold de 1954 à 1958[73], homme politique ;
- Célestine Hirtzmann (1883-1957), en religion Sœur Angélique de la congrégation des Sœurs de Sainte-Chrétienne ; à sa mort, son nom a été donné à l'école maternelle ronde du centre-ville ;
- Roland Ries (1945), ancien enseignant au lycée Jean-Victor Poncelet, homme politique.

## Histoire

### Historiens de Saint-Avold
: documents utilisés comme source pour la rédaction de cet article
- François Belin (1924-2025), historien de Dourd'hal, village rattaché à Saint-Avold en 1965[74];
- Philippe Bronder (1843-19??), né à Saint-Avold, auteur des premiers ouvrages imprimés consacrés à l'histoire de Saint-Avold[75] et journaliste rédacteur de l'éphémère grand almanach de Saint-Avold (annuel, 1891-1892-1893) Da Grossa Fora Colenna[76]; une rue du quartier Wenheck porte son nom ;
- Jean-Claude Eckert et Roger Maurer, auteurs de Saint-Avold, cité d'art ? (tome I, 109 pages, 1976 ; tome II, 135 pages, 1977) ;
- Pascal Flaus (1958), archiviste municipal jusqu'en 2024, président de la Société d'histoire du pays naborien (SHPN, éditrice de la revue annuelle Le Cahier du Pays Naborien)[77],[78] depuis 2000, auteur de nombreux articles et ouvrages[8],[35],[79],[80];
- Nicolas Pascal Gerardy (1715-1793), juriste, archiviste, procureur du Roi, auteur d'une « Histoire administrative de Saint-Avold » (trois volumes, manuscrit, 1766-1786)[81],[82];
- Lucien Henrion (1923-2007), né à la gare de Saint-Avold, ancien président de la Société d'histoire et d'archéologie de la Lorraine (SHAL), section Saint-Avold, auteur de nombreux articles et ouvrages[83],[84],[85];
- Albert Meyer (1883-1946), archiprêtre de Saint-Avold de 1929 à 1946, auteur d'une Histoire de Saint-Avold (manuscrit de 1946 édité en 1997)[86];
- André Pichler (1937-2017), auteur de nombreux articles et d'une Histoire de Saint-Avold par ses monuments religieux[36];
- Joseph Rohr (1926-2018), instituteur à Sarreguemines, auteur de Forbach et son arrondissement[87].

### Saint Nabor, patron de Saint-Avold

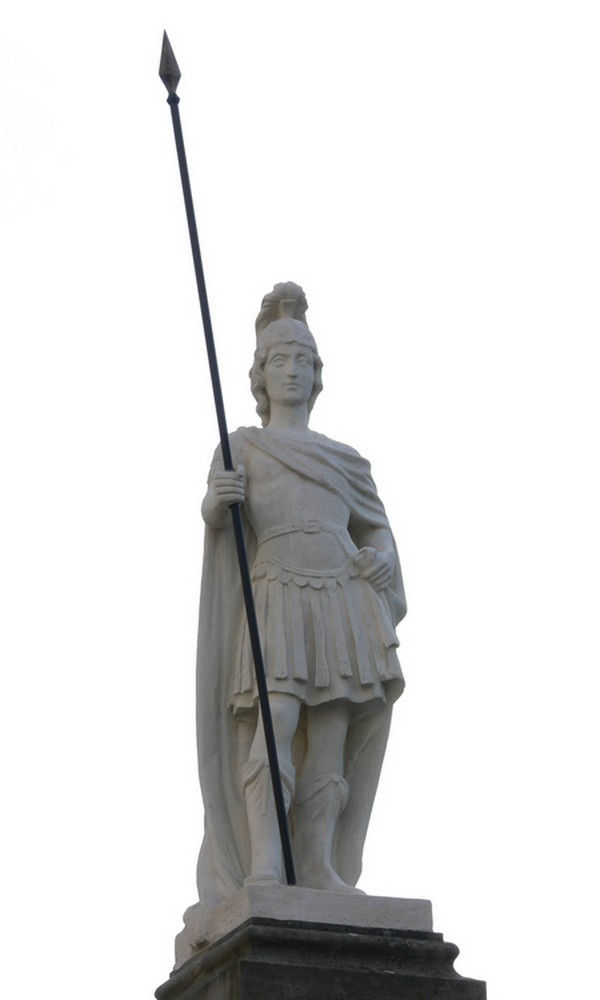
Saint Nabor

Nabor de Lodi (?-304), officier romain chrétien martyr, dont un fragment du crâne est conservé dans une châsse exposée à l'abbatiale Saint-Nabor le jour de la fête patronale. Son nom est donné à l'abbatiale, où son imposante statue en pierre est placée au fond du chœur ; une autre statue surmonte la fontaine Saint-Nabor place de la Victoire au centre-ville, copie de celle en grès du début du XIXe siècle maintenant placée dans le grand escalier de l'Hôtel de ville; une statue moderne (1950) est visible au cimetière américain. La grande place centrée par la fontaine Saint-Nabor (1714) — place Saint-Nabor, « place de la Liberté » sous la Révolution, Marktplatz (place du marché) pendant l'Annexion — a été renommée place de la Victoire en 1918 ; la place Saint-Nabor actuelle, où se tient toujours le marché, est légèrement à l'écart, bordée sur deux de ses côtés par des bâtiments modernes, sans aucun élément historique ou religieux. La salle de la maison d'œuvre Saint-Nabor (détruite, à l'emplacement actuel du bâtiment “le Forum“ de 1983) fut longtemps la seule grande salle de réunion de la ville ; la salle paroissiale Saint-Nabor actuelle est située à l'étage d'un bâtiment de l'ancienne abbaye. La clinique privée Saint-Nabor a été bâtie en 1961 rue de Maillane, transférée en 2016 rue Altmayer. Construite dans les années 1970 place Théodore Paqué, la résidence Saint-Nabor est, avec ses douze étages, le plus haut immeuble de Saint-Avold. “Radio Saint Nabor” est une radio FM de proximité basée à Saint-Avold, créée en 1983. « Plastica Naboria » est une association artistique créée par les époux Janine (née à Saint-Avold) et Slawomir Mielcarek, organisateurs de quatre expositions internationales de peinture et de sculpture à l'Hôtel de ville de Saint-Avold en 2003, 2005, 2007 et 2010,. Ouvert à l'enseigne Wirtschaft zur guten Quelle, renommé en 1918 À la bonne source, le café-hôtel Saint-Nabor, no 11 place de la Victoire, a fermé ses portes en 1955. La brasserie Actienbrauerei installée en face de la gare de 1895 à 1919 produisait la réputée Sankt Nabor Bräu, et la “Brasserie de Saint-Nabor” (artisanale) a été fondée à Saint-Avold par Jean Aimé Rugiero en 2016 dans l'intention de renouer avec ce passé brassicole.

### Saint Hilaire
Hilaire de Poitiers (315-367), docteur de l'Église, supposé par d'anciens historiens être à l'origine du nom Hilariacum du premier oratoire de Saint-Avold; le chemin Saint-Hilaire du quartier Lemire lui fait référence.

### Fondateurs de Saint-Avold
- Saint Fridolin (?-c.540), fondateur vers l'an 509 d'un oratoire dont la localisation reste discutée : selon une très ancienne tradition, ce serait à l'emplacement de la future ville de Saint-Avold[75],[86], tandis que des recherches plus récentes[35],[36] le situent à Eller, nom germanique d'Hilarius[92]. Il existe néanmoins à l'époque un monastère au lieu-dit Hilariacum au bord de la Rosselle ;
- Saint Sigisbaud (?-741), évêque de Metz, mort à Saint-Avold, fondateur du monastère Nova Cella (“nouveau petit monastère”) en 722 à l'endroit correspondant au centre de la future ville de Saint-Avold ;
- Saint Pirmin (c.670-753), fondateur de nombreux couvents, ayant contribué à la fondation, sinon à la rénovation, de celui de Saint-Avold entre 730 et 750 ; situé dans le quartier de la Carrière, le chemin Saint-Pirmin lui est dédié ;
- Saint Chrodegang (c.712-766), évêque de Metz ; il transforme Hilariacum/Nova Cella en monastère bénédictin et y fait déposer en 765 une relique de saint Nabor, ce qui fera attribuer à la bourgade construite autour du Monasterium Sancti Naboris le nom de Saint-Nabor, déformé au cours des siècles en Saint-Abaud, Saint-Avaud, Santafor, Santerfor, Saint-Afor… et enfin « Saint-Avold » (1750), tandis que les habitants de la cité naborienne, autrefois “Saint-Avoldiens”[75], sont appelés de nos jours les Naboriens. Située à proximité de la basilique Notre-Dame de Bon-Secours côté Valmont, la résidence Saint-Chrodegang héberge des prêtres retraités.

### Personnages historiques
- les Créhange, d’une puissante famille noble dont l'origine remonte au milieu du XIIe siècle, ruinée en 1789 ; barons élevés au rang de comtes du Saint-Empire romain germanique en 1617[93]. En 1288, ils prennent possession de droits dans l'avouerie de Saint-Nabor. Au centre de Saint-Avold, ils possèdent à partir de 1432 une maison franche, adossée à une tour plus ancienne construite en 1372 par Wirich de Krischingen, connue sous le nom de Junckherr Wirichs Turm ("la tour du gentilhomme Wirich", rue de la Montagne, détruite). Vers 1570, une chapelle borgne est aménagée, invisible de l'extérieur, mais de style gothique flamboyant à l'intérieur ; Pierre Ernest de Créhange, d'une branche de la famille passée à la Réforme, y fait célébrer le culte luthérien jusqu'en 1599. Classée monument historique en 1985 et restaurée par Robert Wirth en 1988, cette chapelle des comtes de Créhange est devenue un des rares joyaux visibles du patrimoine moyenâgeux naborien[72];
- Guillaume Ier (1797-1888) et Guillaume II (1859-1941). De l'arrivée des troupes prussiennes à Saint-Avold le 9 août 1870 à leur retraite en novembre 1918, les empereurs allemands ont séjourné brièvement mais à plusieurs reprises à Saint-Avold[p], qui est devenue sous leur règne une importante ville de garnison, occupée en 1913 par plus de 2 500 militaires répartis dans cinq casernes : Ketzerrath-Kaserne et Berg- ou Bahnhofskaserne, casernes des Uhlans construites de 1879 à 1882, Artillerie-Kaserne (1890-1893), Infanterie-Kaserne (1895-1896), Jäger-Kaserne (1913-1915)[94],[q]; les militaires disposaient de manèges de cavalerie[r], d'un vaste terrain de manœuvres avec stands de tir au Hollerloch[s], d'un dépôt de munitions à l'extérieur de la ville[t]. En 1888, la municipalité achète huit portraits du nouvel empereur Guillaume II, et des défilés avec prise d'armes ont lieu jusqu'en 1914 sur la grande Marktplatz tous les 27 janvier pour son anniversaire[95]. L'empereur et sa famille passent par Saint-Avold lorsqu'ils se rendent chaque année au château d'Urville. D'autres bâtiments ont été construits pendant l'Annexion, dont Garnison-Lazarett (1901)[u], infirmerie de garnison[v], infirmerie militaire[w], Garnisonkirche (1887-1890)[x] et son presbytère (1895), Offizier-Casinos (cercles des officiers)[y], blanchisserie[z], abattoir (1907-1908, fonctionnant jusqu'en 1973, détruit en 1978) et charcuterie militaire (1912-1913)[aa], intendance (1907)[ab]…

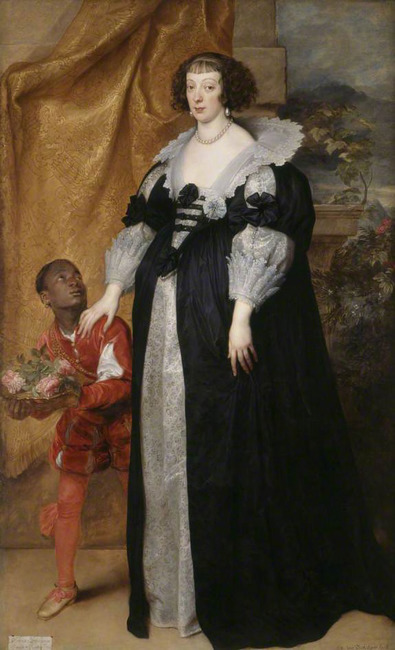
Henriette de Lorraine par Anton van Dyck, 1634

- Louis de Guise (1588-1631), maréchal de Lorraine, prince de Phalsbourg, comte de Boulay, devenu seigneur de Hombourg-Saint-Avold par la dot d'Henriette de Lorraine épousée en 1621 ; il apporte des modifications importantes dans la vie municipale et la justice, développe le commerce, l'agriculture et l'industrie du verre, favorise l'expansion extra-muros vers Longeville et l'implantation de bénédictines en 1625, avec construction d'un nouveau couvent rue de l'Hôpital (sur le “Gansberg”, colline aux oies, renommé “Nonnenberg”, colline aux Religieuses) en 1631-1632[80] (détruit) ; cette courte période reste un des âges d'or de Saint-Avold ;
- les Hennin[96], famille noble ayant vécu à Saint-Avold depuis la fin du XVIe siècle jusqu'au milieu du XVIIIe siècle[ac],[97], dont le nom reste connu à Saint-Avold par le « château des comtes de Hennin », devenu après surélévation d'un demi-étage école préparatoire d'instituteurs avec internat pour les allemands en 1876, école primaire supérieure en 1921, collège en 1952 puis Hôtel de ville depuis 1965 ;
  - Étienne (« Steff ») Navier (c.1550-c.1617), installé à Saint-Avold en 1577, anobli en 1582, gouverneur de Saint-Avold et de Hombourg, premier seigneur de Henning (ou Hening) et ancêtre de la dynastie des Hennin qui perdurera en Allemagne jusqu'en 1980 ;
  - Antoine de Hennin (1667-1754), né et mort à Saint-Avold, général de cavalerie et baron du Saint-Empire romain germanique, comte lorrain en 1726, bâtisseur du château des comtes de Hennin (1729), actuel Hôtel de ville ;
- Henriette de Lorraine (1605-1660). De 1621 à 1631, elle s'implique conjointement avec Louis de Guise dans le développement de la ville, qu'elle retrouve ruinée et dévastée par la guerre de Trente Ans et la Fronde lors de son retour d'exil en 1653 ; remariée depuis peu au riche banquier génois François Joseph de Grimaldi (1626-1693), elle s'efforce jusqu'à sa mort de rétablir la situation économique de la ville[80]. À Saint-Avold, elle réside dans une ancienne demeure qu'elle a fait rénover, toute proche de l'église paroissiale[97] (cette demeure appartiendra ensuite aux Hennin[ac]). Les archives municipales possèdent de nombreuses lettres écrites de sa main. Dans le petit salon de l'Hôtel de ville dénommé “Salon Henriette de Lorraine”, on peut voir son portrait en buste issu de l'atelier de van Dyck (1634) acquis par la ville en 1997 pour la somme de 24 000 francs (soit 5 000 € de 2020). Le boulevard de Lorraine fait référence au duché de Lorraine, dont la princesse Henriette a été la représentante la plus connue et aimée à Saint-Avold. Depuis 2002 est organisée sur le parking de l'Hôtel de ville, boulevard de Lorraine, la manifestation annuelle « Les Jardins d'Henriette » ;

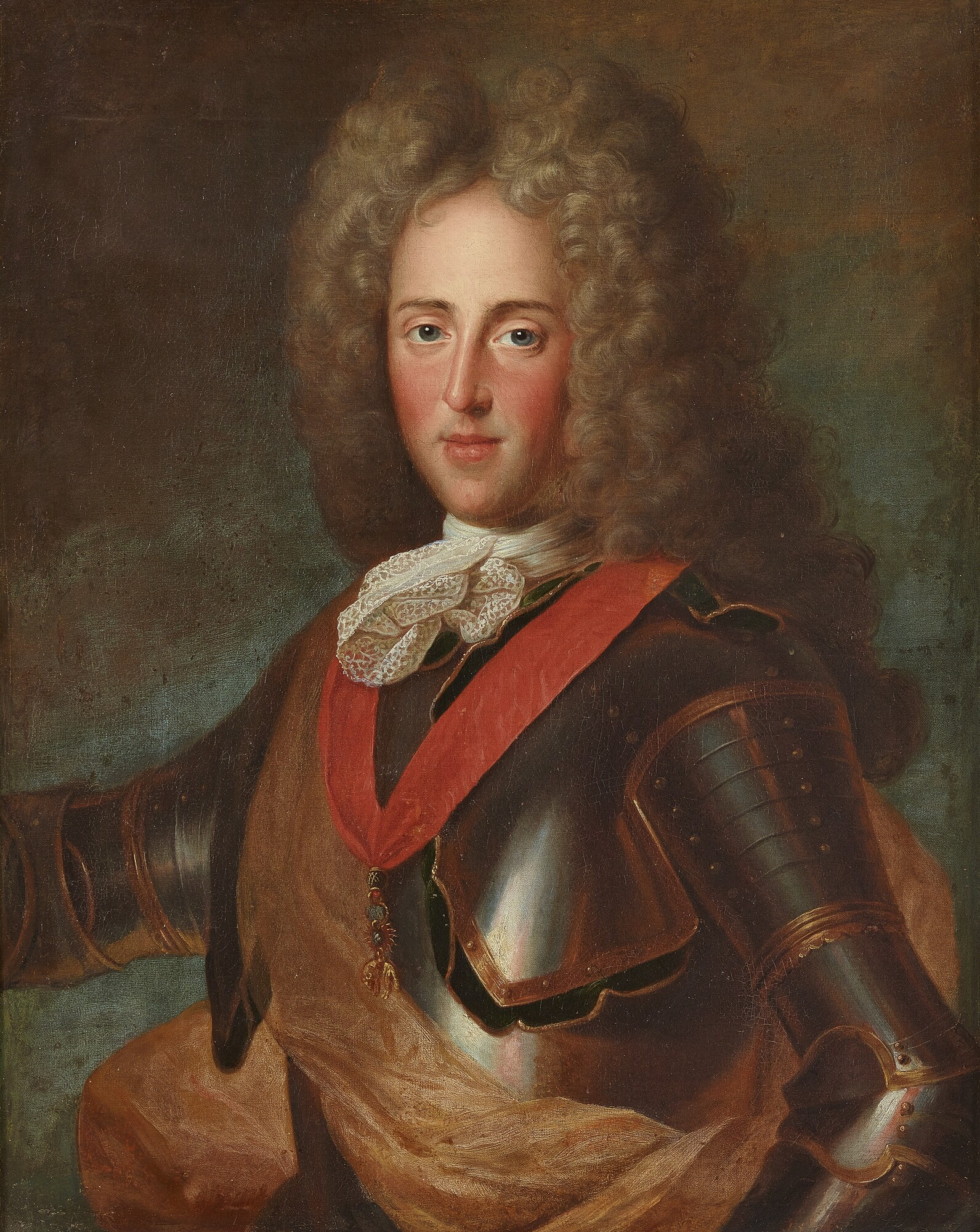
Léopold Ier, duc de Lorraine

- Léopold Ier de Lorraine (1679-1729), duc de Lorraine et de Bar. À la suite du traité de Ryswick en 1697, il récupère ses duchés occupés par les Français et peut regagner la Lorraine. Lors de sa visite à Saint-Avold en août 1699, il octroie à la cité les armes pleines[98] de la Lorraine en remerciement de sa fidélité pendant l'occupation française. Il entreprend de grandes réformes économiques et administratives, qui, alliées à sa diplomatie envers la France et le Saint-Empire, amènent une ère de paix et de grande prospérité pendant les trente premières années du XVIIIe siècle[99]; Saint-Avold, devenu chef-lieu d'une prévôté comprenant 23 villages, rattachée au bailliage d'Allemagne en 1718, connait un nouvel âge d'or, dont témoignent de nos jours quelques belles réalisations architecturales du baroque lorrain : hôtel de la Poste aux chevaux (1723) et maisons bourgeoises (maison Grison, 1719 ; maison Faust, 1730) rue Hirschauer ; ensemble de trois maisons avec façade unique rue Poincaré ; cour d'honneur du château des Hennin (1729) et ancien hôtel de ville (1732) rue des Américains[100], ainsi que les fontaines et le baptistère de Melchior Spinga (1712-1714), et la chapelle de la Sainte-Trinité (1714) financée par Hermann (†1717) et Catherine Richard, gérants du moulin d'Oderfang, rue du Lac ;
- Mélusine : selon une légende, cette fée bâtisseuse est à l'origine d'un château sur la colline du Felsberg, où sera bâtie par les Houillères du Bassin de Lorraine dans les années 1940-1950 la « cité Mélusine », desservie par la rue Mélusine ;
- Adhémar de Monteil (c.1299-1361), évêque de Metz ayant fait ériger en 1327-1330 des remparts autour de la bourgade de Saint-Avold, détruits entre 1710 et 1720.

## Média
- Manu Foissotte (1972), animateur de radio, a étudié au lycée Jean-Victor Poncelet de 1987 à 1991.

## Militaires
- Victor Joseph Altmayer (1844-1906), né à Saint-Avold, général, père du général Robert Altmayer et du général René Altmayer ; la rue des Généraux Altmayer leur est dédiée ;
- Charles Ardant du Picq (1821-1870), colonel mort au combat près de Metz, qui a donné son nom à la caserne Ardant du Picq construite en 1896-97, maintenant presque complètement démolie ; un incendie a détruit le mess des officiers en 2018 ;
- Jean François d'Avrange du Kermont (1753-1822), né à Saint-Avold, commissaire des guerres ;
- François d'Avrange d'Haugéranville (1745-1823), né à Saint-Avold, maréchal de camp ; la rue d'Haugéranville au quartier Wenheck lui est dédiée ;
- René Babonneau (1904-1963), colonel, Compagnon de la Libération, mort à Saint-Avold ;
- Jean-Paul Bastian (1895-1939), capitaine au 18e régiment de chasseurs à cheval, mort au champ d'honneur ; une allée du quartier du Langacker porte son nom ;
- Antoine Fortuné de Brack (1789-1850), maréchal de camp ; son nom est donné après la Première Guerre mondiale à la Jägerkaserne, au nord de Saint-Avold, maintenant disparue, et subsiste par la rue de Brack dans l'espace commercial Patton, et par le complexe sportif De Brack (gymnase, dojo, terrain de rugby, piste de BMX) ;
- Jean de Croonders (1609-1677), né à Saint-Avold, colonel lorrain d'infanterie, gouverneur de Hombourg (Sarre) ;
- Bernard Delpit (1888-1941), colonel en 1939-1940 du 18e régiment de chasseurs à cheval stationné au quartier de Brack, mort en captivité ; une allée du quartier du Langacker porte son nom ; la rue du 18e chasseurs est dédiée à son régiment anéanti en 1940 ;

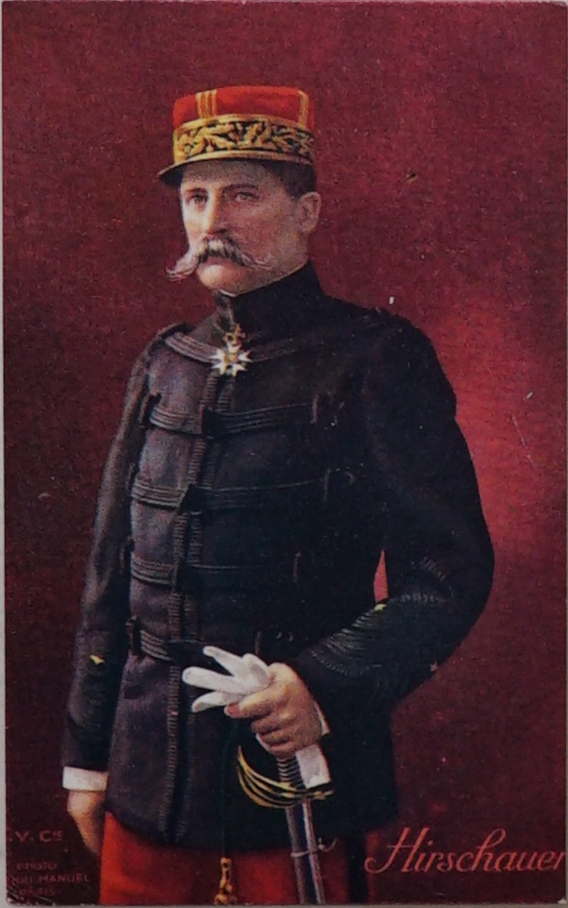
Général Auguste Édouard Hirschauer

- Léon Grégoire (1861-1933), général de la 1re division d'infanterie entré triomphalement à Saint-Avold le 21 novembre 1918[101]; l'avenue du Général-Grégoire (ex-Bahnhofstraβe, rue de la Gare) a été rebaptisée après la Seconde Guerre mondiale « avenue du 27 novembre » en souvenir de la libération de la ville par les soldats américains le 27 novembre 1944 ;
- Charles-Louis-Marie Hamon (1855-1914), colonel, mort pour la France ; son nom a été donné au “quartier Hamon” (ex-Berg-Kaserne), racheté par la Société houillère de Sarre et Moselle et habité par des mineurs jusqu'en 1973, puis démoli pour faire place en 1994 à l'IUT de chimie de Moselle-Est et en 2007 au centre d'appels Webhelp ;
- Auguste Édouard Hirschauer (1857-1943), né à Saint-Avold, général, sénateur ; la rue où il est né (rue de Longeville, au no 20), principale rue commerçante de Saint-Avold, porte son nom depuis le 13 décembre 1918 ;
- Georges Kister (1755-1832), général, baron d'Empire, maire de 1812 à 1814 puis de 1817 à 1824, mort à Saint-Avold[102] ; au premier étage de l'Hôtel de ville, la salle du conseil municipal porte le nom de “Salon Baron Kister” ; en 1962, le nom Baron Kister est aussi donné à une rue du quartier Wenheck ;
- Henry Périer de Lahitolle (1832-1879), lieutenant-colonel d'artillerie et ingénieur ; son nom a été donné en 1919 au “Quartier Lahitolle”, ancienne Artillerie-Kaserne, ensemble de casernes et de bâtiments dont il ne subsiste plus que l'ancien cercle des officiers, la Maison des associations (1986, rue de Dudweiler, ville allemande jumelée avec Saint-Avold en 1964) et le Conservatoire de musique et de danse (1987, ancienne infirmerie de garnison), dont la rue adjacente est la rue Lahitolle ;

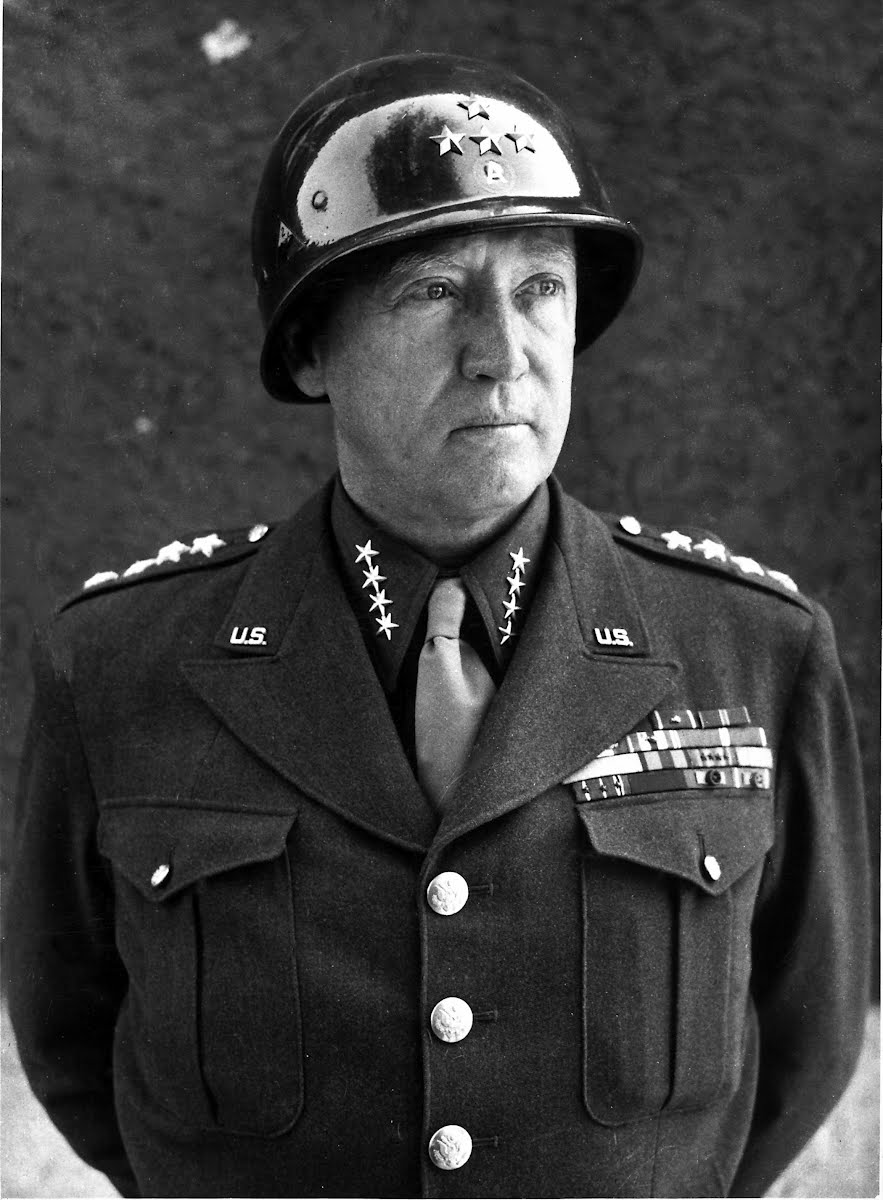
Général George Patton

- La Fayette (1757-1834), officier et homme politique. Créée à Saint-Avold en 1983 par le Dr André Mas, l'amicale franco-américaine de cyclotouristes “Les Cavaliers de La Fayette/The La Fayette’s Riders”, grâce à son amitié avec la franco-américaine Martha Duell (1924-2015), fondatrice de « The Lafayette Society »[103] de Fayetteville, NC, a œuvré au jumelage de Saint-Avold avec cette ville américaine en 1994, année du 50e anniversaire de la libération de Saint-Avold par les Américains ; l'avenue qui longe le cimetière américain a été nommée avenue de Fayetteville. Une statue équestre de La Fayette a été érigée en 2004 à proximité de l'Hôtel de ville ; l'impasse de La Fayette part de l'avenue de Longchamp, dans le quartier du Langacker ;
- Alexandre Lofi (1917-1992), enfant de L'Hôpital, Compagnon de la Libération, dont le souvenir est entretenu à Saint-Avold par l'« Association des marins et marins anciens combattants (AMMAC) de Saint-Avold et environs, section Commandant Alexandre Lofi » et par la stèle portant son nom érigée square du colonel Weiller[104],[105];
- Patrice de Mac Mahon (1808-1893), maréchal de France ; son nom a été donné en 1919 au “Quartier Mahon”, ex-Ketzerrath-Kaserne, rasé pour faire place au lycée Jean-Victor Poncelet, contourné par l'ancien chemin de ronde, actuel « chemin Mahon » ;
- Jacob Metzinger (1787-1845), né à Saint-Avold, colonel de la Révolution et de l'Empire ;
- Charles Mangin (1866-1925), général de la Première guerre mondiale, entré à Saint-Avold le 22 novembre 1918 ; il a donné son nom à la rue du Général-Mangin, voie principale d'accès au centre-ville par l'est ;
- Raoul Magrin-Vernerey (1892-1964), lieutenant-colonel commandant le 16e bataillon de chasseurs à pied stationné de 1932 à 1936 à la caserne Ardant du Picq, où les militaires l'ont honoré en donnant son nom à une avenue, connu sous le nom de Ralph Monclar lors de la guerre de Corée, général parmi les plus décorés de France ; la rue Monclar du quartier Crusem porte son nom ;

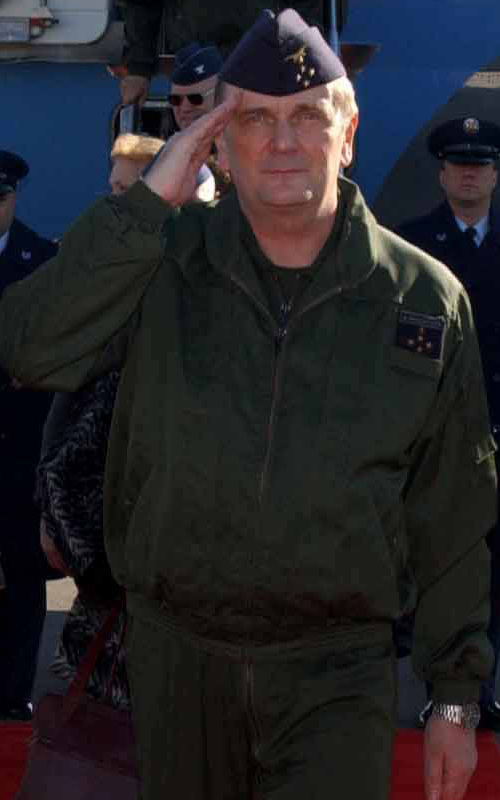
Général Richard Wolsztynski à la base aérienne de Charleston (USA), 2002

- Georges Nicolay (1872-1916), né à Saint-Avold pendant l'Annexion, mais ayant choisi de servir dans l'armée française en 1914, chef du 8e bataillon du Régiment d'Infanterie coloniale du Maroc (RICM) ayant repris le Fort de Douaumont le 24 octobre 1916 et nommé commandant de ce fort, officier de la Légion d'honneur ;
- George Patton (1885-1945), général de la 3e Armée US ayant libéré la ville le 27 novembre 1944 et installé un PC léger rue Lemire à Saint-Avold ; on a donné son nom à l'avenue du Général-Patton, inaugurée le 25 novembre 1950 par Robert Schuman, voie principale d'accès à la ville par le nord, et plus tard à l'espace commercial adjacent ;
- René Wagner (1907-1999), colonel, Compagnon de la Libération, premier commandant du Centre mobilisateur no 64 à la caserne Ardant du Picq, dont la dissolution a été décidée en 1997 ;
- Alphonse Weiller (1865-1963), commandant du 129e régiment d'infanterie entré à Saint-Avold le 23 novembre 1918[101] (avec le fantassin René Coty dans ses rangs), général de brigade de réserve en 1926. Après la guerre, la place Kornmarkt (place du marché aux grains) du centre-ville a été rebaptisée place du colonel Weiller ; cette place a disparu lors de la reconstruction des années 1950, tandis que l'hommage au commandant a été déplacé plus à l'est avec le square du colonel Weiller ;
- Richard Wolsztynski (1948), né à Saint-Avold, enfant de la cité Jeanne-d'Arc, général d'armée aérienne, chef d'état-major de l'Armée de l'air.

## Politique
- Joseph Becker (1743-1812), né et mort à Saint-Avold, juge de paix du canton de Saint-Avold en 1791, député de la Moselle sous la Convention ; sa fille Marie-Barbe-Élisabeth épousa en 1793 à Saint-Avold l'adjudant-général Gabriel Molitor, dont plusieurs des enfants naquirent à Saint-Avold ;
- André Berthol (1939), issu d'une vieille famille naborienne au service de la vie publique, conseiller général, député de la 7e circonscription de la Moselle de 1988 à 2007 ;
- Philippe Bies (1964), né à Saint-Avold, homme politique ;
- Barthélémy Crusem (1879-1951), mort à Saint-Avold, maire de 1934 à 1950[106]; une rue, un gymnase et un groupe scolaire du quartier Crusem portent son nom, ainsi qu'une salle de réunion dans l'ancien commissariat no 7 rue du Maréchal-Foch ;
- Jean Delrez (1916-1999), né à Saint-Avold, homme politique ;
- François Harter (1930-2022), issu d'une vieille famille naborienne, né à Saint-Avold, conseiller municipal en 1959, puis maire de 1977 à 2001[107],[108] ; son nom a été donné à l'école maternelle du Wenheck ;
- Alexandre Loubet (1994), élu député de la 7e circonscription de la Moselle en 2022, réélu en 2024 ;
- Théodore Paqué (1866-1943), maire de 1918 à 1934, conseiller général, député de 1924 à 1928 ; son buste par le sculpteur Virgil est érigé sur la place Théodore-Paqué[109];
- Robert Schuman (1886-1963), homme d'État. Il s'est rendu plusieurs fois à Saint-Avold entre 1939 et 1954 et est intervenu favorablement sur la question du ravitaillement en vivres de la ville en 1946[110]; son nom a été donné en 1964 au rond-point situé à l'intersection des rues du 27 novembre, de Gaulle, des Anglais et Lemire, et à la résidence étudiante rue Lemire ;
- François-Nicolas Spinga (1743-1794), notaire royal, petit-fils du maçon Melchior Spinga, acquéreur du château des comtes de Hennin en 1780, premier maire (1790-1793) de la ville à la Révolution, renommée Rosselgène (= source de la Rosselle) le 15 germinal An II (4 avril 1794) ;
- André Wojciechowski (1956), maire de 2001 à 2020, conseiller général, député de la 7e circonscription de la Moselle de 2007 à 2012 ;
- Paola Zanetti (1976), ancienne élève du lycée Jean-Victor Poncelet, députée de la 7e circonscription de la Moselle de 2012 à 2017 ;
- Hélène Zannier (1972), née à Saint-Avold, députée de la 7e circonscription de la Moselle de 2017 à 2022.

## Religion
- Angelram (c.715-791), évêque de Metz, archichapelain de Charlemagne, inhumé selon son vœu à Saint-Avold, son monastère d'origine ; un de ses os iliaques avec son authentique est exposé dans l'armoire aux reliquaires de l'abbatiale ;
- Louis Barbier (1921-2002), père marianiste, recteur de la basilique Notre-Dame de Bon-Secours et directeur du foyer Notre-Dame[a] de 1983 à 1998, créateur de l'association des « Amis du Foyer Notre-Dame et de la Basilique » en 1987 ; une rue du quartier Lemire porte son nom ;

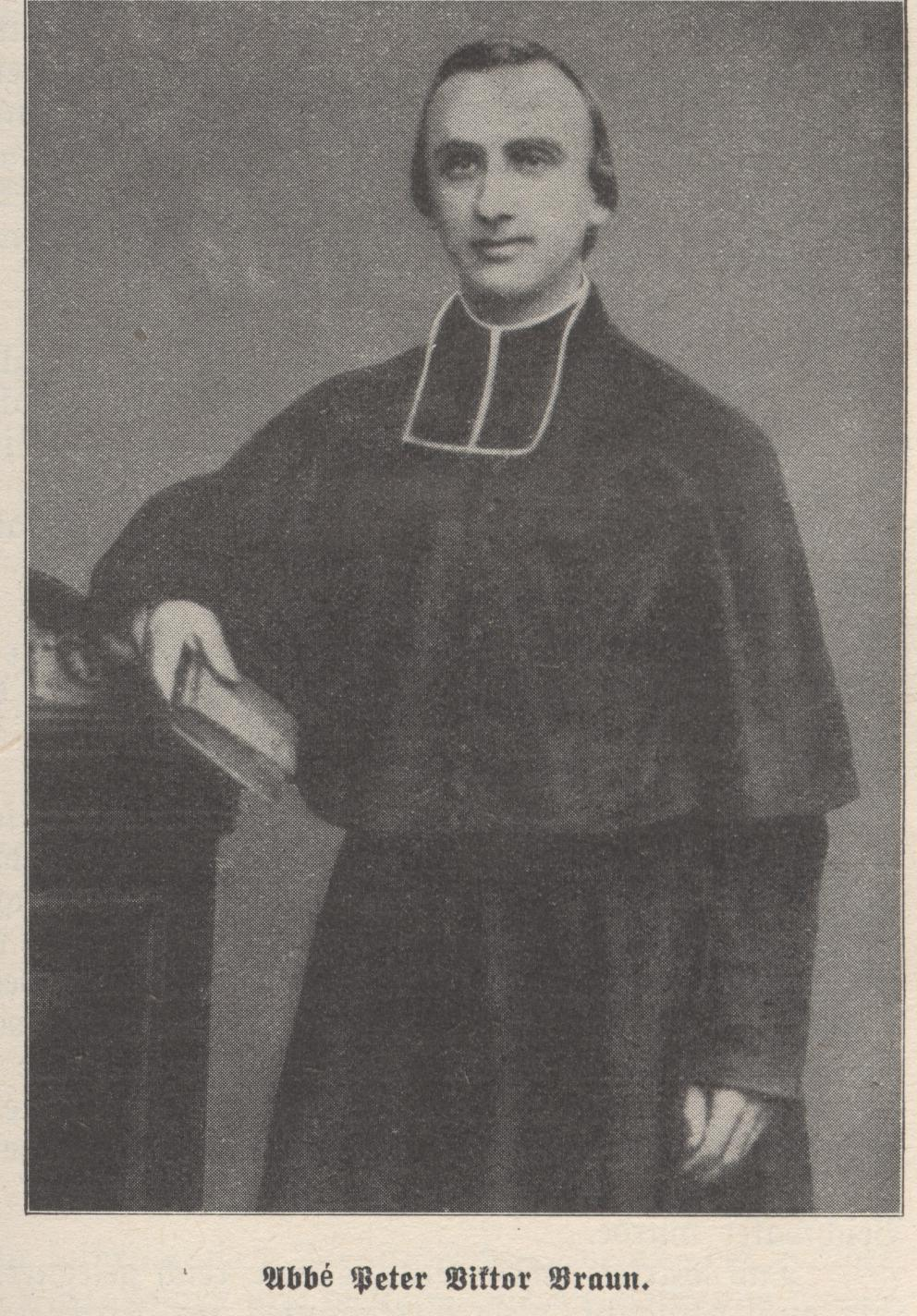
Pierre-Victor Braun, 1870

- Antoine-Nicolas Braun (1815-1885), né à Saint-Avold, prêtre jésuite, missionnaire au Québec ;
- Pierre-Victor Braun (1825-1882), né à Saint-Avold[85], religieux de Saint-Vincent-de-Paul, fondateur de la congrégation internationale des Sœurs servantes du Sacré-Cœur de Jésus. Une plaque commémorative est apposée au no 12 rue Poincaré, sa maison natale, et des plaques dans chaque église de Saint-Avold ; une rue du quartier Lemire porte son nom ;
- Nicolas Dicop (1867-1929)[111], archiprêtre ayant fait réaliser des travaux dans l'abbatiale Saint-Nabor (1906-1911, détruits en grande partie par le bombardement du 9 novembre 1944), et d'embellissement de la basilique Notre-Dame de Bon-Secours (1927)[20]; une rue du quartier Carrière porte son nom depuis 1962 ;
- Dom Léopold Durand (1666-1749), mort à Saint-Avold, architecte de l'abbatiale Saint-Nabor construite de 1754 à 1769 ; une rue du quartier Wenheck porte son nom depuis 1962 ;
- Charles-Étienne-Nicolas de Ficquelmont (1751-1792), né à Saint-Avold, grand chantre de la cathédrale de Metz, dont le lynchage par la populace à la suite d'une accusation peut-être infondée a été le premier acte à Metz de la violence révolutionnaire[112];
- Jean-Nicolas Houllé (1750-1841), né et mort à Saint-Avold, curé-archiprêtre de 1803 à 1841 ; son monument funéraire de l'ancien cimetière de la Belle-Croix a été transféré à côté de la Chapelle Sainte-Croix en 1889, ce que rappelle une épitaphe à l'intérieur de la chapelle ; la rue Houllé du centre-ville lui est dédiée depuis 1898 ;
- Georges Klein (1905-2003), archiprêtre de Saint-Avold en 1946, ayant eu la charge de reconstruire les églises dévastées par les bombardements de 1944, archidiacre de Saint-Nabor en 1961, fondateur du foyer Notre-Dame[a], prélat de Sa Sainteté en 1963 ; le nom « Espace Georges Klein » a été donné à la grande esplanade qu'il avait créée en 1950 au nord de la basilique, dont l'inauguration en 2010, avec une stèle à sa mémoire, était présidée par Mgr Raffin ;
- Georges-Auguste Lemire (1838-1922), curé-archiprêtre de Saint-Avold de 1880 à 1906, mort à Saint-Avold. En 1886-1887, il crée une nouvelle chapelle, dite des Sept-Douleurs, au rez-de-chaussée de l'immeuble situé entre le presbytère et la tour-clocher de l'abbatiale Saint-Nabor, comportant un chemin de croix exécuté en demi-relief par la firme Mayer & Cie de Munich[113]. Par d'importants travaux réalisés de 1890 à 1906, il donne son aspect actuel à Notre-Dame de Bon-Secours (Maria Hilf Kapelle), élevée au rang de basilique mineure en 1932 ; toute proche, sa chapelle funéraire date de 1911. Dans la rue Lemire adjacente, le centre hospitalier général a reçu le nom d'Hôpital Lemire en 1977 ; l'EHPAD-maison de retraite Lemire est à proximité, mais doit être déplacée sur le terrain de l'ancienne caserne Ardant du Picq dans les années 2020 ;
- Jean des Porcelets de Maillane (1582-1624), évêque de Toul, abbé de l'abbaye bénédictine de Saint-Avold en 1607[ad]; la rue de Maillane porte son nom ;
- Saint Jean Népomucène (1340-1393), originaire de Bohême, canonisé en 1729. Son culte a été importé du Saint-Empire à Saint-Avold au XVIIIe siècle par des Hennin ayant combattu aux côtés des Habsbourg (statue de la fontaine Saint-Jean-Népomucène par Jean Krevener, 1734, sculpture par Jacques Gounin dans les boiseries du chœur de l'abbatiale, 1770, tableau Saint Jean Népomucène emporté au ciel par Joseph Melling en 1776).

## Science

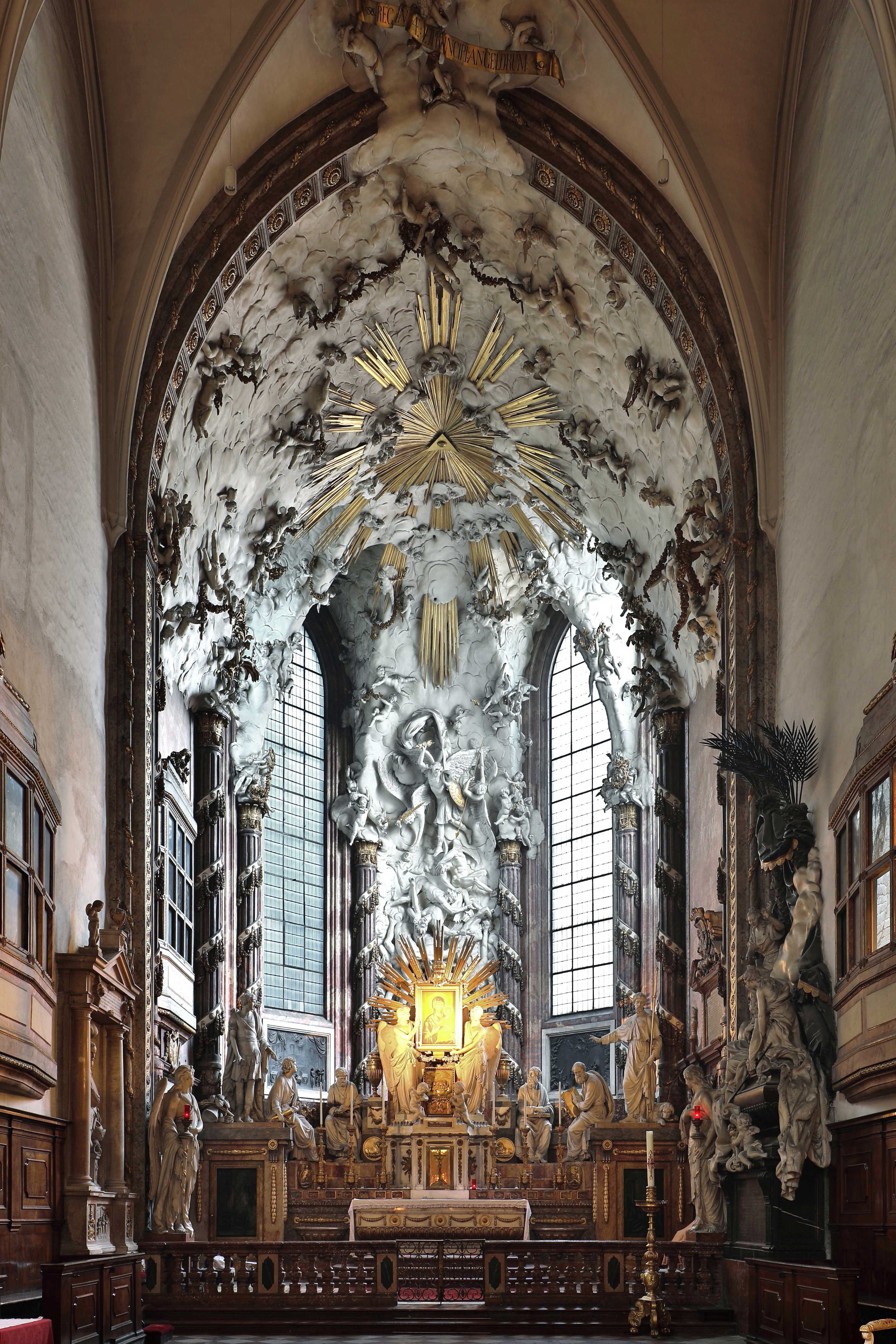
maître-autel de l'église Saint-Michel de Vienne

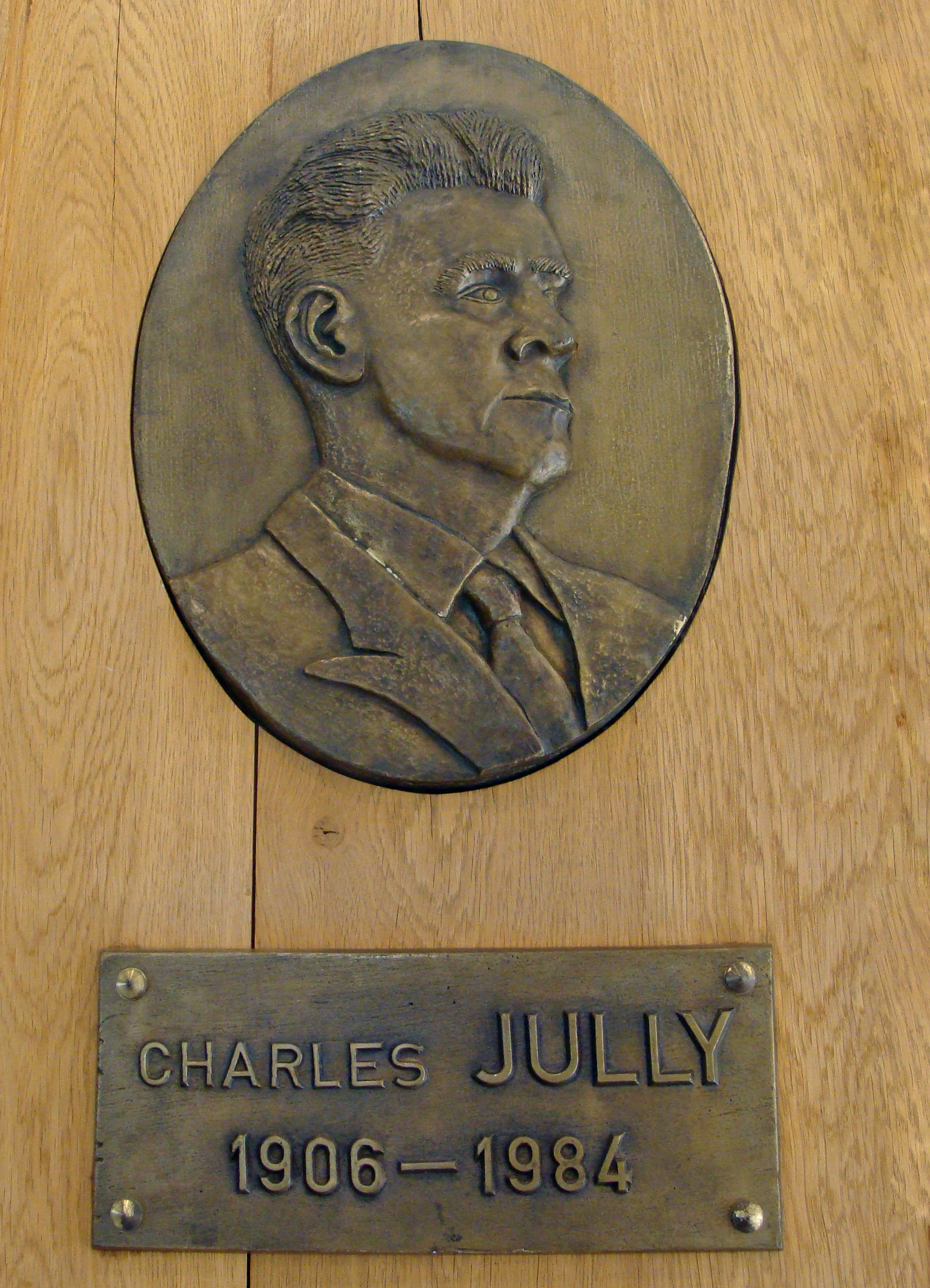
Charles Jully

### Sciences appliquées
- Jean-François d'Avrange (1728-1789), né à Saint-Avold, géographe, cartographe, mathématicien, ingénieur militaire[114],[115],[116]; il est aussi le concepteur du maître-autel de l'église Saint-Michel de Vienne (1782);

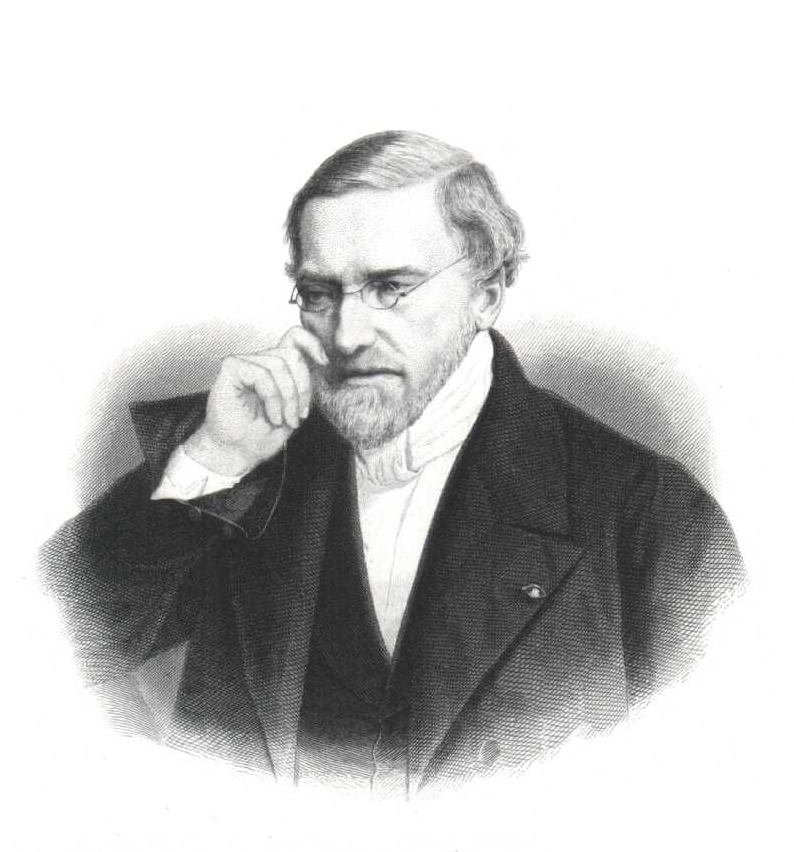
J.-V. Poncelet

- Charles Jully (1906-1984), ingénieur ; le lycée technologique du quartier du Faubourg porte son nom (1963) ;
- Jean-Victor Poncelet (1788-1867), ayant passé son enfance et une partie de son adolescence à Saint-Avold ; mathématicien, ingénieur et général du Génie ; le lycée du centre-ville (1962, agrandi en 1990) et une rue du quartier Carrière portent son nom ;
- Louis Aloyse Risse (1850-1925), né à Saint-Avold, ingénieur, aménageur de Central Park et de l'axe routier Grand Concourse reliant le Bronx à Manhattan à New York[117],[118].

### Sciences de la vie
- Henry Zilgien (1865-1914), né à Saint-Avold, professeur à la Faculté de médecine de Nancy[119], auteur de nombreux ouvrages de médecine, père de Line Zilgien ;
- Pascal Mayer (1963), né à Saint-Avold, biophysicien ;
- Fernand Sauer (1947), né à Saint-Avold, pharmacien[120],[121], chevalier de la Légion d'honneur.

## Sport

### Cyclisme
Toutes ces cyclistes ont été licenciées FFC à l'Union cycliste du Bassin houiller (UCBH) de Saint-Avold, entrainées par Arsène Bonis,:

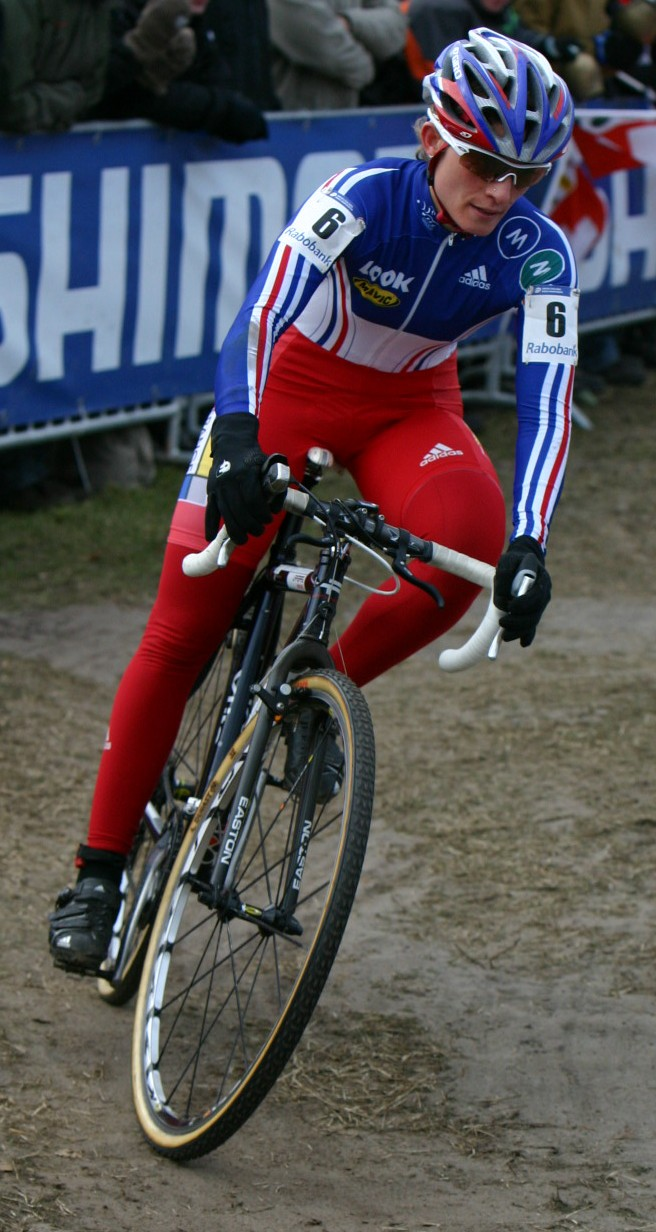
Nadia Triquet, 2009

- Vicky Fournial (1984) ;
- Émilie Gousse (1995) ;

- Sonia Huguet (1975) ;
- Julie Krasniak (1988) ;
- Jennifer Mark (1992) ;
- Catherine Marsal (1971) ;
- Marion Norbert-Riberolle (1999) ;
- Sylvie Riedlé (1969) ;
- Sandra dos Santos (1975) ;
- Nadia Triquet (1978).

### Football
- Chadli Amri (1984), né à Saint-Avold ;
- Brian Babit (1993), né à Saint-Avold ;
- Marc Berdoll (1953), vit à Saint-Avold ;
- Umut Bozok (1996), né à Saint-Avold ;
- Jean-Claude Nadon (1964), né à Saint-Avold ;
- Zachary Hadji (1996), né à Saint-Avold ;
- Samy Kehli (1991), né à Saint-Avold ;
- Christophe Walter (1983), né à Saint-Avold.

### Autres sports
- Marine Bastien (1995), nageuse licenciée au club Handisport de Saint-Avold, plusieurs médailles d'or aux championnats de France de natation handisport de 2009 ;
- Francis Franck (1970), né à Saint-Avold, joueur de handball ;
- Nicolas Gardien (1989), né à Saint-Avold, joueur de volley-ball ;
- Emmanuel et Philippe Gonigam (1963), frères jumeaux, ont passé leur jeunesse à Saint-Avold, membres du Club athlétique du Bassin houiller lorrain de Saint-Avold[124];
- Félix Lasserre dit René Lasserre (1895-1965), joueur de rugby, a vécu est est enterré à Saint-Avold ;
- Brian Ochoiski (1993), né à Saint-Avold, joueur de snooker ;
- Aïcha Omrani (1970), coureuse de fond naborienne, championne de France M3 sur 10 km en 2021, 1re en catégorie V2F du Marathon des Sables 2021[125],[126];
- Flora Pili (1998), née à Saint-Avold, boxeuse professionnelle, championne de France amateur 2019, championne de France des super-légères 2022, double championne d'Europe des super-légères 2023, ceinture intercontinentale WBO des poids super-légers en 2024 ; élue conseillère départementale en 2021 ;
- Elsa Schmitt (2007), née à Saint-Avold, karatéka, championne de France benjamine en 2019, médaillée de bronze aux championnats du monde en catégorie cadets - 47 kg en 2022 et en catégorie junior - 53 kg en 2024 ;
- Henri Stuckemann (1906-1970), né et mort à Saint-Avold, boxeur ;
- Pascal Zilliox (1962-2000), ancien membre du Club athlétique du Bassin houiller lorrain[124].

## Autres personnalités
- Roland Braconnier (1928-2009), mort à Saint-Avold, président du comité départemental 57 de la Fédération française de sauvetage et de secourisme[ae], ayant consacré sa vie au bénévolat dans le monde associatif. Afin d'honorer sa mémoire, la ville de Saint-Avold a créé en 2010 le « Prix Roland Braconnier », qui récompense des personnes bénévoles et des associations locales engagées dans les domaines du sport, de la culture, des loisirs, de l'humanitaire, de la santé, de l'action sociale, de la défense des droits et de l'éducation, décerné chaque année lors de la Journée mondiale du bénévolat ;
- Marc Burg (1961), né à Saint-Avold, haut fonctionnaire et enseignant en droit ;
- Marie Barbe Collin (1841-1932), Naborienne ayant émigré aux États-Unis à l'âge de 24 ans et fait fortune en Oregon lors de la ruée vers l'or[127],[128]; sa vie a été racontée de façon très romancée par son arrière-petite-nièce, la romancière Marie-Louise Assada, sous le titre Jenny du tonnerre[129],[130];
- Émile Huchet (1892-1940), directeur général de la Société houillère de Sarre et Moselle. Il a donné son nom à la Centrale Émile-Huchet (1948) et au quartier Huchet (1955), où une école, un foyer socio-culturel et un complexe sportif avec stade de football portent également son nom[3];
- Marc Possover (1963), né à Saint-Avold, chirurgien et gynécologue[131];
- Olivier Streiff (1977), chef cuisinier, 2 Toques au Gault et Millau, remarqué lors de la Saison 6 de Top Chef (demi-finaliste) en 2015.